# Феррейра Фильо, Мариано
Мариа́но Ферре́йра Фи́льо или просто Мариа́но (порт. Mariano Ferreira Filho; 23 июня 1986, Сан-Жуан, Пернамбуку, Бразилия) — бразильский футболист, защитник.

## Биография
Мариано — воспитанник футбольного клуба «Гуарани» (Кампинас). В 2006 году перешёл в «Ипатингу», два года спустя — в «Томбенсе».
В 2007 году играл на правах аренды за «Крузейро». Дебютировал в команде 3 июня 2007 года в матче против «Палмейраса».
За «Крузейро» защитник провёл 18 матчей, голов не забивал, но в ответном матче с «Палмейрасом», сыгранном 2 сентября 2007 года, отдал голевую передачу на Майкосуэла.
В сезоне 2008 Мариано также на правах аренды защищал цвета «Ипатинги» и «Атлетико Минейро». Голов защитник также не забивал, но, выступая за «Атлетико Минейро», отдал в чемпионате страны 4 голевые передачи, 2 из которых — в матче против «Витории» (на Маркеса и Гедеона).
2009 год Мариано провёл в аренде во «Флуминенсе». Впервые сыграл за новую команду в национальном чемпионате 10 мая 2009 года в матче против «Сан-Паулу».
.
В следующем матче, 11 марта 2006 года защитник забил первый гол за «трёхцветных Рио» (в ворота «Сантоса»).
По окончании сезона футболист заключил контракт с «Флуминенсе» и оставался в команде до конца 2011 года.
В составе «Большого Флу» в сезоне 2010 Мариано стал чемпионом Бразилии, всего защитник сыграл за команду в чемпионатах Бразилии 70 матчей, в которых забил 3 гола.
Следующим клубом в карьере футболиста стал французский «Бордо». Мариано впервые сыграл за новую команду 14 января 2012 года в матче Лиги 1 против «Валансьена». Защитник вышел на поле в стартовом составе и отыграл все 90 минут.
6 января 2013 года бразилец забил первый для себя гол за «Бордо» (в ворота «Шатору» в матче кубка Франции).
18 июля 2015 года Мариано перешёл в «Севилью», подписав контракт на три года, в котором прописана сумма отступных в размере 20 миллионов евро. Дебютировал в матче на Суперкубок УЕФА 11 августа, заменив на 80-й минуте Кевена Гамейро.
15 июля 2017 года клуб «Галатасарай» объявил о приобретении Мариано.

## Достижения
«Флуминенсе»
- Чемпион Бразилии: 2010
- Финалист южноамериканского кубка: 2009

«Бордо»
- Обладатель Кубка Франции: 2012/13

«Севилья»
- Победитель Лиги Европы: 2015/16

«Галатасарай»
- Чемпион Турции: 2017/18